# 2007 في العراق
في ما يلي سرد للأحداث التي وقعت خلال عام 2007 في العراق.

## في المنصب
- الرئيس: جلال طالباني
- رئيس الوزراء: نوري المالكي
- نائب الرئيس: طارق الهاشمي، عادل عبد المهدي
- العراقية حكومة إقليم كردستان (منطقة الحكم الذاتي)
  - الرئيس: مسعود بارزاني
  - رئيس الوزراء: نيجيرفان بارزاني

## الأحداث

### يناير/ كانون الثاني
- 14 يناير قام الرئيس العراقي جلال الطالباني بزيارة رسمية إلى دمشق هي الأولى من نوعها لرئيس عراقي إلى سوريا منذ أكثر من ربع قرن. وأثمرت الزيارة التي استغرقت خمسة أيام عن تبديد حالة الشك والاتهامات التي يشنها مسؤولون عراقيون للحكومة السورية بعدم التعاون في ضبط الحدود، كما وقع خلالها اتفاقات تعاون في المجالات الأمنية والتجارية والنفطية.[1]

### آذار/مارس
- 6 مارس تفجير الحلة 2007
- 30 مارس – وافق مجلس الشيوخ الأمريكي في 30 مارس 2007 على الهدف، وليس الشرط، المتمثل في إخراج جميع الجنود المقاتلين بحلول 31 مارس 2008.

### نيسان/أبريل
- 14 أبريل – قام المتمردون بتفجير سيارة مفخخة داخل محطة للحافلات في كربلاء، مما أدى إلى مقتل 37 شخصاً على الأقل وإصابة أكثر من 150 آخرين.
- 18 أبريل – حدوث أربعة تفجيرات في بغداد أسفرت عن مقتل 198 شخص على الأقل في تفجيرات بغداد 18 أبريل 2007.[2]

### آيار/مايو
- 6 مايو – قتل ثمانية جنود أمريكيين في تفجيرات منفصلة في محافظة ديالى وبغداد مع تصاعد التوتر الطائفي. وإجمالاً قُتل ما لا يقل عن 95 عراقياً.[3]

### حزيران/يونيو
- 3 يونيو – القوات البريطانية متهمة بالإفراج عن أعداد كبيرة من الرجال الذين يتناولون حيوان الغرير في محيط البصرة.

### تموز/يوليو
- 12 يوليو – الغارة الجوية على بغداد في 12 يوليو 2007 التي أسفرت عن مقتل مصوران من رويترز.
- 18 يوليو – مشروع قانون في مجلس الشيوخ الأمريكي يقل بمقدار ثمانية أصوات عن الأصوات الستين المطلوبة لتمريره، بأغلبية 52 صوتاً مقابل 47 صوتاً. وجاء التصويت بعد جلسة نقاش استمرت طوال الليل، وكان سيتطلب من جميع القوات الأمريكية أن تكون خارج العراق بحلول 30 أبريل 2008. وكان التصويت في الأساس على أساس الأحزاب؛  صوت أربعة جمهوريين فقط للمضي قدماً في مشروع القانون.[4]

### آب/أغسطس
- 27 آب - أحداث الشعبانية 2007.

## وفيات
- 15 يناير – عواد البندر أعدم شنقا.[5]
- 15 يناير – برزان إبراهيم التكريتي أخو صدام حسين من الأم، ومدير جهاز المخابرات العامة العراقية، أعدم شنقا.[5]
- 20 فبراير – إيهاب كريم, 26, العراقي لاعب كرة القدم, قصف.[6]
- 14 آذار – سعدون حمادي رئيس وزراء العراق (1991) مات بسبب سرطان الدم.[7]
- 7 أبريل – دعاء خليل أسود، ضحية جريمة شرف
- 20 مارس – طه ياسين رمضان (مواليد 1938) نائب الرئيس العراقي صدام حسين أعدم شنقا
- 26 مايو – خليل الزهاوي خطاط.[8]
- 7 يونيو – سحر حسين الحيدري صحفي.[9]
- 20 يونيو – نازك الملائكة شاعرة عراقية.[10]
- 12 تموز / يوليو – سعيد شماغ ونمير نور الدين، وهما موظفان لدى وكالة رويترز قتلا في غارة جوية.
- 13 يوليو – خالد حسن، مراسل نيويورك تايمز.[11]
- 2 أغسطس – هيثم البدري أمير في تنظيم القاعدة.[12]
- 24 أغسطس – عبد الرحمن عارف، رئيس العراق (1966-1968).[13]
- 13 سبتمبر – عبد الستار أبو ريشة، زعيم مجلس إنقاذ الأنبار.[14]
- 22 أكتوبر – سركون بولص، شاعر.[15]
- 1 ديسمبر – راسم الجميلي (ولد عام 1938) مات بسبب الفشل الكلوي.